# Ciudad Arce
Ciudad Arce è un comune del dipartimento di La Libertad, in El Salvador.